# Блинк-182
Блинк-182 (на английски: Blink-182) е американска поп пънк група, основана през 1992 г. от Том Делонг, Марк Хопус и Скот Рейнър в предградието на Сан Диего – Пауей, Калифорния, САЩ. През 1998 г. Травис Баркър заема мястото на Рейнър като барабанист на групата.
Групата е позната със закачливото си звучене и сатиричния си хумор. Известна с бързината на темпото в песните си със семпли от познати мелодии, често дигитално смесени, за да се получи по-чист звук от типичното звучене на една рок/пънк група. Текстовете им, с изключение на песните от последния албум, са весели и забавни. Групата се лансира с името Блинк 182 до раздялата си с барабаниста Скот Рейнър. Сегашното име на групата е „блинк-182“, а първоначалното име на групата е било „блинк“. Цифрите 182 са добавени за предотвратяването на конфликт с група, съществуваща със същото име.
Имат 7 издадени албума като Flyswatter Demo(1993), Cheshre Cat (1995) и Dude Ranch (1997) Скот все още е барабанист. През 1999 излиза Enema of the state, където Травис Баркър е барабанист и следващите са The Mark, Tom and Travis Show(2000), записан от живо изпъление на групата, Take Off Your Pants And Jacket(2001) и последния за цялата група е Blink 182(2004). През това време Том свири в Box Car Racer. През 2005 групата заявява, че това е краят на Блинк. След това Том Делонг свири в Angels and Airwaves, а Марк и Травис в групата Plus-44.
Марк Хопус има свой подкаст в IPod и подкастовете могат да бъдат сваляни свободно от www.himynameismark.com. Въпреки всичко хитовете на Блинк са вечни и музиката им продължава да вдъхновява младежта. С незабравими изпълнения на живо с признатия талант на момчетата разформирани или не Блинк 182 остават фаворити за този стил из целия свят.

## История

### Ранна кариера (1992 – 1996)
През май 1993 година групата все още с името „Блинк“, издава демо касета, известна с името „Flyswatter“, записана в спалнята на Скот Рейнър. Според Марк са направени около 80 копия. Групата пуска още едно демо „Buddha“. Продуцирани са около 1000 копия от „Filter Records“.
В началото на 1994 Блинк издават първия си цял албум „Cheshire Cat“, пуснат от „Grilled Cheese Records“. Албумът съдържа песни с нови версии от албума Buddha.
Малко след пускането на Cheshire Cat, „блинк“ са притиснати от ирландска техно група със същото име, което води до промяна на името им. За да избегнат съдебен процес, прибавят „182“ към името си. Носят се слухове за избирането на тези числа, но всички членове на групата твърдят, че са избрани произволно. В някои от версиите се твърди че:
- Броят на произнасянето на думата „fuck“ от Ал Пачино в ролята му във филма „Белязания“.
- Идеалното тегло според Марк в паунди.

В интервю Травис обяви, че името идва от радиокода на полицейските честоти за убийство (обърквайки 182 – кодът за конспирация със 187). По време на поп-пънк бума през 90-те години блинк-182 сключват договор с „MCA“, която преминава през 1996 година под името „Geffen Records“.

### Ерата наDude Ranch(1996 – 1998)
След като се преместват в северната част на Сан Диего, блинк-182 записват албума „Dude Ranch“ с продуцента Марк Тромбино. Албумът излиза през 1997 година и се превръща в хит. Синглите „Josie“ and „Dammit се изкачват до върха на класациите в САЩ. През 1998 година групата се изправя пред голямо препятствие. Рейнър, които е имал сериозни проблеми с алкохола тогава, е помолен да напусне групата и да потърси лечение. Има версии, че е решил да отиде в колеж. Рейнър твърди, че е бил съгласен да отиде на лечение в клиника, но другите са го изритали от групата по телефона, защото са нямали смелостта да му го кажат в очите. Той е заместен от Травис Баркър, който е свирил в поддържащата група “The Aquabats" по време на турнето им. Вярва се, че сингълът „Man Overboard“ се отнася за Скот Рейнър и неразбирателството му с Том и Марк. Но Марк обяви в интервю, че песента няма нищо общо с него.

### Пробивът и успехите (1998 – 2002)
За албума от 1999 година „Enema of the State“, групата наема Рансид и продуцента на The Offspring Джери Фин. Фин продуцира всеки следващ албум на групата. Албумът е много успешен, докарал невероятна слава, докарвайки си много ефирно време по MTV. Това става предимно благодарение на комерсиалния успех на песните „What's My Age Again?“, „Adam's Song“ и „All the Small Things“. От Enema са продадени 7,5 милиона копия, което е връх по продажби, за който и да е техен албум.
Единственият албум с песни от изпълнение на живо е „The Mark, Tom, and Travis Show: The Enema Strikes Back“. Пуснат е на пазара през следващата година. Вече няма копия от този албум, всички са изкупени от колекционери. Включени са песни от предишните три албума, изпълнени на живо.
През 2001 година blink-182 продължават с невероятния си успех, записвайки албума Take off Your Pants and Jacket.

### Пауза и работа по странични проекти (2002)
След турнето за промоциране на доста успешния албум Take Off Your Pants and Jacket, групата решава да си вземе почивка. Тогава членовете на групата започват да работят по странични проекти. Докато Марк решава да прекара повече време със сина си Джак, Том и Травис имат други идеи. Двамата работят по проекта Box Car Racer, а Травис работи и с The Transplants. И двете групи изпълняват друг стил музика.
Първият страничен проект е Box Car Racer, където Том и Травис изпълняват функцията на членове и творци на песните. Том е искал да създаде група с акустично звучене, а Травис хардкор пънк група. И вместо създаването на две групи те решават да обединят двата стила в едно. Името на групата идва от името на самолета „Bockscar“, който пуска втората атомна бомба „Little Boy“ в Япония. Първият сингъл от едноименния им албум е „I Feel So“, последван от „There Is“. Гости певци в проекта са Тим Амстронг, Рансид, „Operation Ivy“, „Transplants“ и Марк Хопус. Според интервю с Том, проектът Box Car Racer е предизвикал търкания между него и Марк, които са били основна причина за раздялата през 2005 година.
След Box Car Racer, Травис се решава на втори страничен проект, известен като „The Transplants“.

### Финалната ера (2002 – 2005)
След взетата почивка през 2002 година blink-182 записват петия си албум, озаглавен „blink-182“ на 18 ноември 2003 година. Той включва синглите „Feeling This“ (първоначално озаглавен „Action“), „I Miss You“, „Down“ и „Always“. Последвалото турне през 2005 година с „No Doubt“ е много успешно.
Албумът е критикуван от феновете, че съдържанието му не е с толкова пънк звучене.
ыыы

### Раздяла за неопределен период (2005)
През 2005 г. е планирано турне на бандата в подкрепа на сингъла „Always“ от албума им от 2003 г. „Blink-182“. Преди неговото осъществяване, обаче, възниква напрежение между членовете на групата, главно поради желанието на един от тях – DeLonge – турнето да бъде отменено и да се отдадат на 6-месечна почивка. На среща на бандата, която съвпада с първата дата от последното европейско турне на Blink-182, DeLonge заявява, че иска да прекарва повече време със семейството си и да отложи записването на нов албум. „Спорът се разгорещи и продължи два или три часа. Въртяхме се в омагьосан кръг и накрая резултатът бе отменено турне и никаква идея относно кога ще правим нещо отново заедно като група“. По време на 6-месечната почивка на бандата, Hoppus изявява желание Blink-182 да вземе участие в концерта Music for Relief в Южна Азия – концерт, събиращ средства за жертвите на разрушителното земетресение от 2004 г. в Индийския океан. DeLonge се съгласява да участват и групата започва да репетира за събитието. Между тримата отново възниква напрежение и те започват да спорят относно „насилствената раздяла на групата, албум с най-големите хитове и вероятността да се запише следващ албум“.
DeLonge заявява, че ще записва своята част от следващия албум на групата само в дома си в Сан Диего, и че Hoppus и Barker могат да му пращат ProTools файлове, върху които да работи от разстояние. Относно разпадането на Blink-182, Hoppus казва: "Един човек диктуваше всичко. Казахме това на Том. Нещата се напекоха. [...] Казахме му:'Опитваш се да контролираш всичко и това не е правилно', а той отговори, че не би могъл да е част от нещо, което не може да контролира и напусна репетициите". На следващия ден човек от екипа на Blink-182 се обажда на Hoppus и Barker и им казва, че DeLonge е напуснал групата официално. DeLonge сменя телефонния си номер, за да избегне разговори с Hoppus и Barker. През 2010 г., Tom Delonge казва: „Най-големият ми провал е разпадането на Blink-182. Това беше провалено приятелство, провалени бизнес и комуникация. В нашите сърца всичко беше изчезнало завинаги. Смешното е, че тогава си мислех, че това е най-големият ми триумф.“. За да прекратят спекулациите, дали групата наистина се е разпаднала, Blink-182 обявяват, че са навлезнали в „раздяла за неопределен период“.
През април 2005 г., Hoppus и Barker обявяват, че са формирали нова група, наречена +44. По време на раздялата на Blink-182, Hoppus се насочва към продуцирането за Motion City Soundtrack и HiMyNameisMark, докато барабанистът Travis Barker създава своя линия обувки и работи по не по-малко от 3 други музикални проекта: the Transplants, TRV$DJAM и +44 Архив на оригинала от 2011-09-29 в Wayback Machine.. Също така участва в реалити шоуто на MTV „Meet the Barkers“ („Запознайте се със сем. Баркър“), заедно с тогавашната си жена, бившата Мис САЩ, Shanna Moakler. Шоуто проследява живота на двойката, разточителната им сватба и любовта им. Раздялата им, сдобряването им и повторната им раздяла ги превръща в любимци на таблоидите. Междувременно, DeLonge изчезва от публичната сцена, не се появява на никакви събития, не дава интервюта и не коментира по никакъв повод до 16 септември 2005 г., когато обявява създаването на групата Angels & Airwaves и обещава на феновете си „най-великата рок енд рол революция на това поколение“ Архив на оригинала от 2011-09-29 в Wayback Machine.. По-късно DeLonge разкрива, че по това време е бил пристрастен към болкоуспокояващи, което обяснява твърде амбициозните му изявления и казва: „Губех разсъдъка си, бях на хиляди болкоуспокояващи, и почти се довърших“.
В края на краищата, +44 записват и през 2006 г. пускат на пазара своя дебютен албум – „When Your Heart Stops Beating“. Той е вдъхновен главно от чувствата около разпадането на Blink-182. Едно от парчетата – „No, It Isn't“ – адресира директно DeLonge. От своя страна, Angels & Airwaves с Tom DeLonge създават 2 студийни албума, докато трае раздялата на Blink-182: „We Don't Need to Whisper“ (2006) и „I-Empire“ (2007). Geffen Records, с които Blink-182 имат договор, пускат на пазара албум с най-големите им хитове на 1 ноември 2005 г. Той включва и кавър версия на „The Only Ones“, както и нечуваната дотогава песен „Another Girl, Another Planet“. Втората е използвана като тематична за риалити шоуто на Barker – „Meet the Barkers“ („Запознайте се със сем. Баркър“). Това парче е и последният студиен запис, който бандата завършва, преди да се раздели. Албумът достига до 6-а позиция в Billboard 200 за САЩ.
На 21 август 2008 г., един от продуцентите, с които бандата често работи – Jerry Finn – почива от мозъчен кръвоизлив. Това се превръща в катализатор за възраждането на комуникацията между DeLonge, Hoppus и Barker. DeLonge се свързва с другите двама в началото на септември 2008 г. На 19 септември 2008 г., Travis Barker оцелява на косъм в самолетна катастрофа, връщайки се от събитие, в което е участвал заедно с вокалиста на Jane's Addiction – Perry Farrell. Adam Goldstein (по-познат като DJ AM)и Barker са единствените, които остават живи. Barker получава изгаряния 2-ра и 3-та степен по долната част на тялото и торсът си и се очаква да се възстанови в рамките на 1 година. Докато той е в болница, го посещават Mark Hoppus и Tom DeLonge. Това води до изглаждането на различията им и тяхното сдобряване. Относно инцидента, който Barker претърпява, през 2010 г. Tom DeLonge казва: „Ако това не се беше случило, нямаше да сме група. Чисто и просто. Това е работа на съдбата.“.

### След 2009 г.
На 5 февруари 2009 г. е обявено, че групата се събира отново, за да свири на 51-вите награди Грами.

## Дискография
- Cheshire Cat (1994)
- Dude Ranch(1997)
- Enema of the State (1999)
- Take Off Your Pants and Jacket (2001)
- Blink-182 (2003)
- Neighborhoods (2011)
- California (2016)
- Nine (2019)

## Странични проекти на членовете на групата
- Box Car Racer
- Angels and Airwaves
- Plus-44
- The Transplants
- Atticus

### Официални страници
- ((en)) blink-182
- ((en)) Box Car Racer Архив на оригинала от 2020-06-01 в Wayback Machine.
- ((en)) Angels and Airwaves
- ((en)) Plus-44
- ((en)) The Transplants
- ((en)) Atticus Архив на оригинала от 2006-05-21 в Wayback Machine.
- ((en)) Loser Kids
- ((en)) Macbeth Footwear Архив на оригинала от 2006-01-15 в Wayback Machine.
- ((en)) Famous Stars and Straps
- ((en)) Wahoo's Fish Tacos
- ((en)) Resting Bird
- ((en)) Kung Fu Records
- ((en)) Hellcat Records Архив на оригинала от 2007-01-17 в Wayback Machine.
- ((en)) La Salle Records Архив на оригинала от 2006-04-25 в Wayback Machine.
- ((en)) Geffen Records

### Неофициални страници
- ((en)) blink-182 FOREVER AND EVER Архив на оригинала от 2017-12-23 в Wayback Machine.
- ((en)) Boltzies Blink Архив на оригинала от 2018-12-15 в Wayback Machine. Фенстраница на blink-182.
- ((en)) blink-182online.com
- ((en)) Share182 Форумът за Blink-182
- ((en)) Интервю С Травис Баркър Архив на оригинала от 2008-09-13 в Wayback Machine.
- ((en)) carousel182.com Фенстраница на blink-182
- ((en)) database-182 Архив на оригинала от 2016-10-03 в Wayback Machine. Пълната дискография и история на турнетата на blink-182
- ((de)) Немска неофициална фенстраница на blink-182
- ((en)) Plus-44.org Архив на оригинала от 2008-01-29 в Wayback Machine. Фенстраница на Plus 44, ежедневни новини